# 小橋琢人
小橋 琢人（こはし たくと、1965年12月5日 - ）は、日本のドラマー。東京都出身。

## 来歴
1994年から2002年にかけ、view、FIELD OF VIEW、the FIELD OF VIEWとして活動。2002年の同バンド解散後は、リュ・シウォン「桜」などの楽曲にドラマーとして参加。また、Being Music Schoolでドラムの講師を務める。
2004春頃～2006初頭にかけて2年弱の間、バンドSoul Watt!を結成して活動。主にライブハウスでライブ活動を行う。アルバム「four filaments」をリリース（小橋 作詞作曲2曲、小橋作曲のインスト1曲収録）。
doaが2008年にリリースしたシングル『サザンライツ』のMVにドラマー役で出演。
2008年8月12日 増田恵子アルバム発売記念ライブ「Now&Then ～もいちど遊びましょ ～」(ビルボードライブ大阪)にドラムで出演。
2010年5月16日 増田恵子 LIVE at Club IKSPIARI Vol.Ⅲにドラムで出演。
2011年11月5日・6日 浅岡雄也ファンクラブイベント福島にて浅岡雄也、安部潤と共演。
2012年2月公開の映画「ウタヒメ 彼女たちのスモーク・オン・ザ・ウォーター」で太田基裕にドラムの指導を担当。
2013年11月3日 高円寺ペンギンハウスにて北川暁(G)、加藤エレナ(Key)、イシダジュン(B)と共にVibes!という名を冠しライブを行う。
2015年4月18日 高円寺ペンギンハウスにて再度、北川暁(G)、織原洋子(Key)、石田純(B)と共にライブを行う。ゲストでボーカルのGow（ガウ）も参加。
2015・16年 5月に行われた浅岡のデビュー20・21周年記念ライブにおいて藤井理央と共に浅岡のサポートを務める。
2023年、オンラインドラムスクールを開講。
2023年9月、FIELD OF VIEWのビルボードライブ大阪&横浜でのライブに先駆けてインタビュー記事が掲載される。
2023年11月17日、高円寺Jirokichiにて栗原晋太郎(Sax)、加藤エレナ(Key)、森本隆寛(G)、山田裕之(B)と共にadd+Vibes!のバンド名でライブを行う。その後、何度か同じメンバーでライブを行う。

## エピソード
- viewでデビューした当初はメンバー最年長だったが、1996年5月にベーシスト新津健二が加入して以降、最年長ではなくなった（同い年ではあるが、新津は9月27日・小橋は12月5日と約2ヶ月異なる）。
- FIELD OF VIEWの中で、同バンド在籍中に髭を蓄えたことがある唯一のメンバー。デビュー・シングル『あの時の中で僕らは』をリリースした1994年2月には口髭を蓄えていたが、同年8月の『迷わないで』をリリースした時期には剃っており、以降髭を蓄えたことはないと見られる。
- 身長178cm（公称）と、FIELD OF VIEWメンバーの中では小田孝（公称180cm）の次に高かった。
- viewでデビューした当初からFIELD OF VIEW解散まで在籍したメンバー3人（小橋、浅岡雄也、小田孝）の中で、2019年現在までビーイングに在籍し続けているのは小橋のみ。